# Bisdom Saginaw

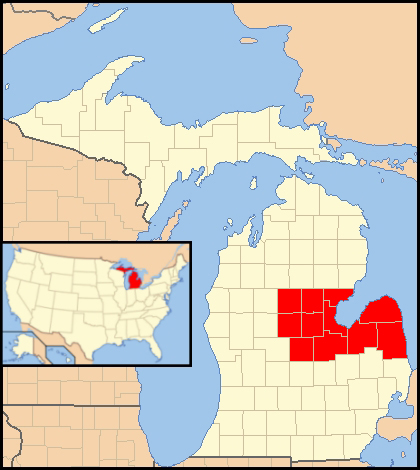
Het bisdom (rood) binnen de kerkprovincie Detroit

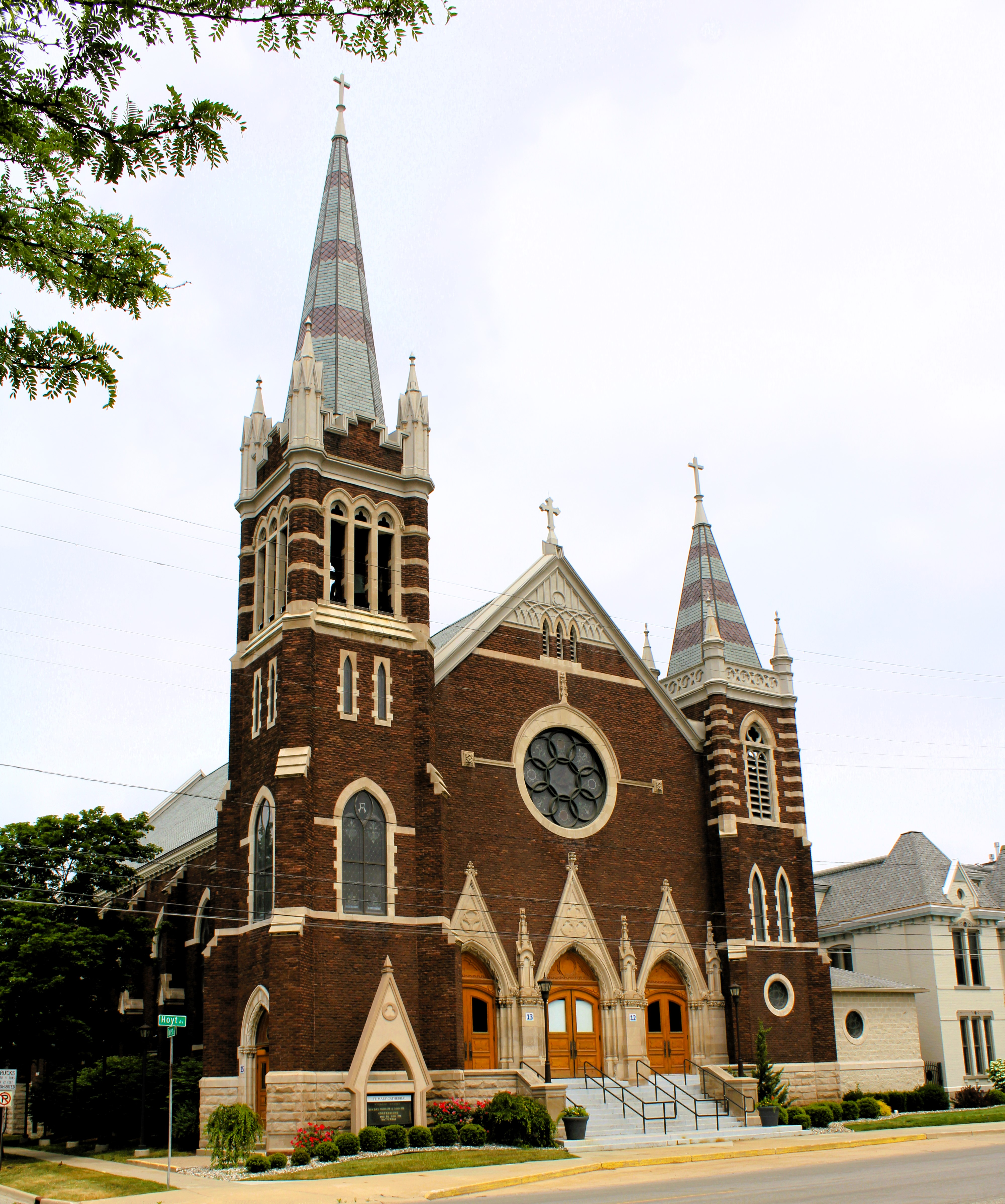
De Maria-Tenhemelopnemingkathedraal van Saginaw

Het bisdom Saginaw (Latijn: Dioecesis Saginavensis) is een rooms-katholiek bisdom met als zetel Saginaw in Michigan. Het is een suffragaan bisdom van het aartsbisdom Detroit. 
Het bisdom werd opgericht in 1938 uit delen van het bisdom Grand Rapids en het aartsbisdom Detroit. Vanaf 1970 vielen de vijf meest noordelijke county's van het toenmalige bisdom voortaan onder het nieuw opgerichte bisdom Gaylord. In 2018 stelde toenmalig bisschop Joseph R. Cistone een onafhankelijke rechter aan om klachten van seksueel misbruik door geestelijken of medewerkers van het bisdom te behandelen, naar aanleiding van een klacht tegen een priester van het bisdom.
In 2020 telde het bisdom 56 parochies. Het bisdom heeft een oppervlakte van 18.006 km2 en omvat de county's Arenac, Bay, Clare, Gladwin, Gratiot, Huron, Isabella, Midland, Saginaw, Sanilac en Tuscola. Het bisdom telde in 2020 821.830 inwoners waarvan 19% rooms-katholiek was. 

## Bisschoppen
- William Francis Murphy (1938-1950)
- Stephen Stanislaus Woznicki (1950-1968)
- Francis Frederick Reh (1968-1980)
- Kenneth Edward Untener (1980-2004)
- Robert James Carlson (2004-2009)
- Joseph Robert Cistone (2009-2018)
- Robert Gruss (2019-)

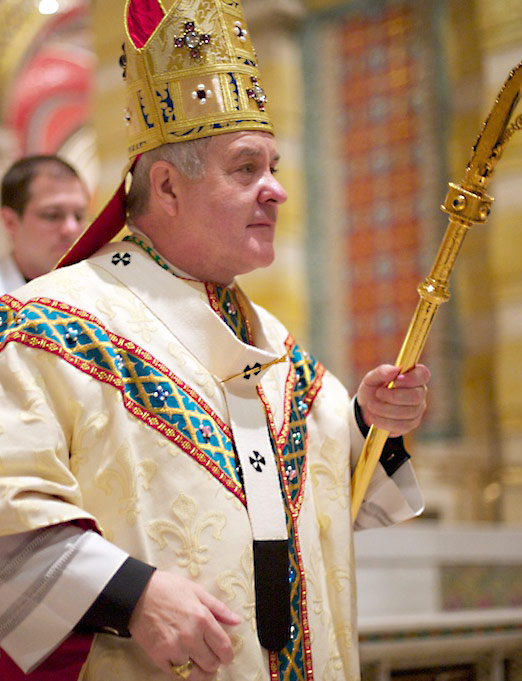
Robert James Carlson
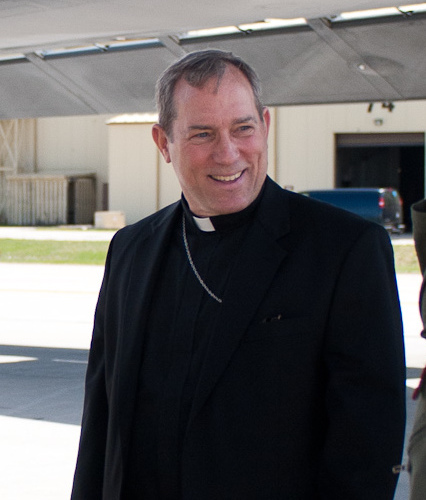
Robert Gruss